# 宮本りず
宮本 りず（みやもと りず、8月17日 - ）は 日本の漫画家。神奈川県在住。

## 来歴・特徴
絵を描くようになったきっかけは、子供の頃に少女漫画をよんでからであるが、落書きをする程度だったという。同人活動とアシスタントを4年続けており、『COMICポプリクラブ』編集部に持ち込みでデビューしている。同人活動がうまくゆかず、最後にポプリクラブに持ち込んで駄目ならば漫画家志望をあきらめようと思っていたようである。
男性向け漫画を描くようになったのは、女の子が好きだからであり、好きな子を自分の手でエロエロ状態にしたいと語っている。エロシーンは興奮しながら描き、翌日冷静にみて、おかしいところを直すといった作業をしている。若くて積極的で献身的で母性本能が強そうな女子と、ヘタレ男子が好き。
鬼ノ仁の影響を受けており、彼が『コミックPフラート』に描いている頃のアシスタントで、感謝してもしきれないという。
好きな物はジンベイザメ・紅茶・健気な子。趣味はアイドル応援とガンプラ。
デビュー当初は少女漫画調の目のぱっちりした少女が主役の純愛漫画を描いていたが、2021年発売の初単行本収録作品においてはつり目の肉感的な少女が主人公のコメディが主体となっている。
あやかわりくの単行本『純愛エロカノ！』でアシスタントをしたこともある。

## 単行本
- 『私は絶対ちょろくないっ!!』ワニマガジン社、ワニマガジンコミックススペシャル（2021年8月31日発売） ISBN 978-4862697813…『COMIC失楽天』掲載作品を収録。